# Unterschönau (Arberg)
Unterschönau ist ein Gemeindeteil des Marktes Arberg im Landkreis Ansbach (Mittelfranken, Bayern). Unterschönau liegt in der Gemarkung Arberg.

## Geographie
Der Weiler liegt rund 2,4 Kilometer nordöstlich von Arberg. Er liegt inmitten einer flachhügeligen Ebene bestehend aus Acker- und Grünland und kleinen Waldgebieten. Gemeindeverbindungsstraßen führen nach Oberschönau (0,9 km westlich), nach Gothendorf (1,5 km südöstlich) und zur Staatsstraße 2411 (0,9 km nordwestlich).

## Geschichte
Der Ort lag im Fraischbezirk des eichstättischen Pflegamt Arberg-Ornbau. Im Jahr 1615 wurden in Unter- und Oberschönau zusammen acht Anwesen und ein Hirtenhaus genannt, die alle dem Hochstift Eichstätt zinspflichtig waren. Im Ort selbst gab es Ende des 18. Jahrhunderts fünf Untertansfamilien, die alle das Kastenamt Arberg-Ornbau als Grundherrn hatten.
Mit dem Gemeindeedikt (frühes 19. Jahrhundert) wurde der Ort dem Steuerdistrikt und der Ruralgemeinde Arberg zugewiesen.

### Baudenkmal
- Die katholische Feldkapelle am Weg nach Ornbau ist ein kleiner verputzter Massivbau aus dem 18. Jahrhundert.[7][8]

### Einwohnerentwicklung
| Jahr      | 001818 | 001840 | 001861 | 001871 | 001885 | 001900 | 001925 | 001950 | 001961 | 001970 | 001987 |
| Einwohner | 35     | 42     | 35     | 39     | 46     | 39     | 41     | 38     | 34     | 39     | 29     |
| Häuser    | 6      | 6      |        |        | 7      | 7      | 7      | 7      | 6      |        | 7      |
| Quelle    | [ 10 ] | [ 11 ] | [ 12 ] | [ 13 ] | [ 14 ] | [ 15 ] | [ 16 ] | [ 17 ] | [ 18 ] | [ 19 ] | [ 1 ]  |

## Religion
Der Ort ist römisch-katholisch geprägt und bis heute nach St. Blasius (Arberg) gepfarrt. Die Einwohner evangelisch-lutherischer Konfession sind nach St. Maria (Königshofen an der Heide) gepfarrt.